# Isabel Emslie Hutton
Isabel Emslie Hutton, CBE, nata Isabel Galloway Emslie, chiamata Lady Hutton, (Edimburgo, 11 settembre 1887 – Londra, 11 gennaio 1960), è stata un medico, psichiatra e patologa britannica, specializzata in salute mentale e assistenza sociale. Prestò servizio in unità di primo piano negli ospedali femminili scozzesi per il servizio straniero della dottoressa Elsie Inglis, in prima linea nella prima guerra mondiale vinse premi da britannici, serbi, russi e francesi. Isabel Emslie sposò l'ufficiale militare britannico tenente generale Sir Thomas Jacobb Hutton.

## Biografia

### Primi anni di vita e istruzione
Isabel Galloway Emslie nacque a Edimburgo nel 1887. Era la figlia maggiore di James Emslie, avvocato e Vice Custode del Sigillo Privato di Scozia. Studiò all'Edinburgh Ladies' College, poi si iscrisse all'Università di Edimburgo, dove si formò nella scuola di medicina femminile, trascorrendo i suoi anni di residenza in ospedale presso l'Edinburgh Royal Infirmary. Nel 1910 si laureò in medicina e nel 1912 ottenne il dottorato in M.D. (Dottore in Medicina) con una tesi intitolata "Wassermann sero-diagnosis of syphilis in 200 cases of insanity" (Wassermann sierodiagnosi di sifilide in 200 casi di follia).

### Carriera

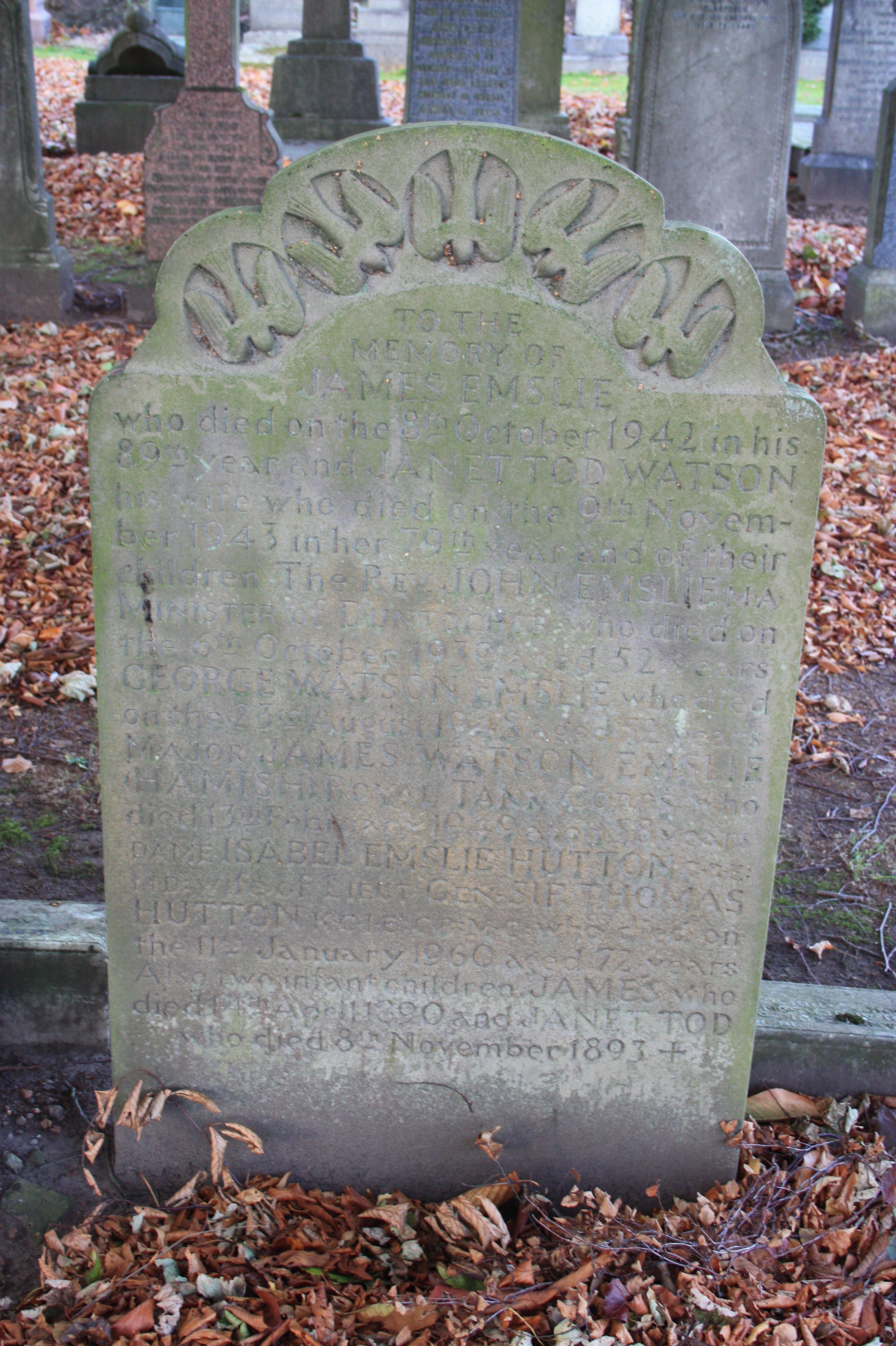
La tomba di Isabel Emslie Hutton, Cimitero di Grange

Mentre completava la sua tesi, Emslie lavorò come patologo presso il Manicomio del Distretto di Stirling, quindi si trasferì al Royal Hospital per i bambini malati prima di diventare la prima donna ad essere nominata responsabile della medicina femminile del Royal Edimburgh Hospital.
Nel 1915 si unì all'Organizzazione Scottish Women's Hospitals e prestò servizio in Francia al Domaine de Chanteloup, Sainte-Savine, vicino a Troyes, poi con l'Armee D'Oriente dell'Esercito francese a Salonicco, distinguendosi con l'unità che accompagnò l'Esercito serbo durante la prima guerra mondiale.
Dopo la chiusura dell'ospedale serbo dove aveva lavorato, Emslie assunse la missione di Lady Muriel Paget in Crimea. In questo ruolo portò diversi bambini orfani a Costantinopoli (ora Istanbul) e organizzò un soccorso per i rifugiati russi. Nel 1928 pubblicò un resoconto di questi anni, With a Woman's Unit in Serbia, Salonika and Sebastopol (Con un'unità femminile in Serbia, Salonicco e Sebastopoli).
Per il suo lavoro durante questo periodo le furono assegnate gli ordini serbi di Aquila bianca e San Sava, la Croix de Guerre francese e l'Ordine di Sant'Anna di Russia.
Al suo ritorno a Edimburgo nel 1920, fu ripristinata al suo ex incarico presso il Royal Edimburgh Hospital, ma si dimise dalla posizione dopo il suo matrimonio l'anno successivo col maggiore Thomas Hutton. Si trasferì quindi a Londra, lavorando come ricercatrice dell'Ospedale Maudsley, ricerca che portò a un documento di ricerca con Sir Frederick Mott e consulenze onorarie al Maudsley e all'Ospedale del West End per malattie nervose. Nell'ottobre 1939, viveva a Marylebone ed era registrata come medico consulente. Nel 1940 pubblicò Mental Disorders in Modern Life (Disturbi mentali nella vita moderna), attingendo alla sua esperienza da questi ruoli.
Durante la seconda guerra mondiale, si unì a suo marito in India e assunse la carica di direttore del servizio del benessere della Croce Rossa indiana, intraprendendo anche lavori di beneficenza, trasmissioni e spedizioni per il dipartimento degli affari esteri. Ritornò in Inghilterra nel 1946. Nel 1948 fu nominata Commendatore dell'Ordine dell'Impero britannico.
Diventata un consulente senior, la Hutton fu eletta membro della Royal Society of Medicine e membro della Royal Medical-Psychological Association.
Morì l'11 gennaio 1960 a casa sua a Londra. Fu sepolta con i suoi genitori nel Cimitero di Grange nel sud di Edimburgo. La sua lapide, scolpita da Pilkington Jackson, si trova vicino al centro dell'estensione sud-occidentale.

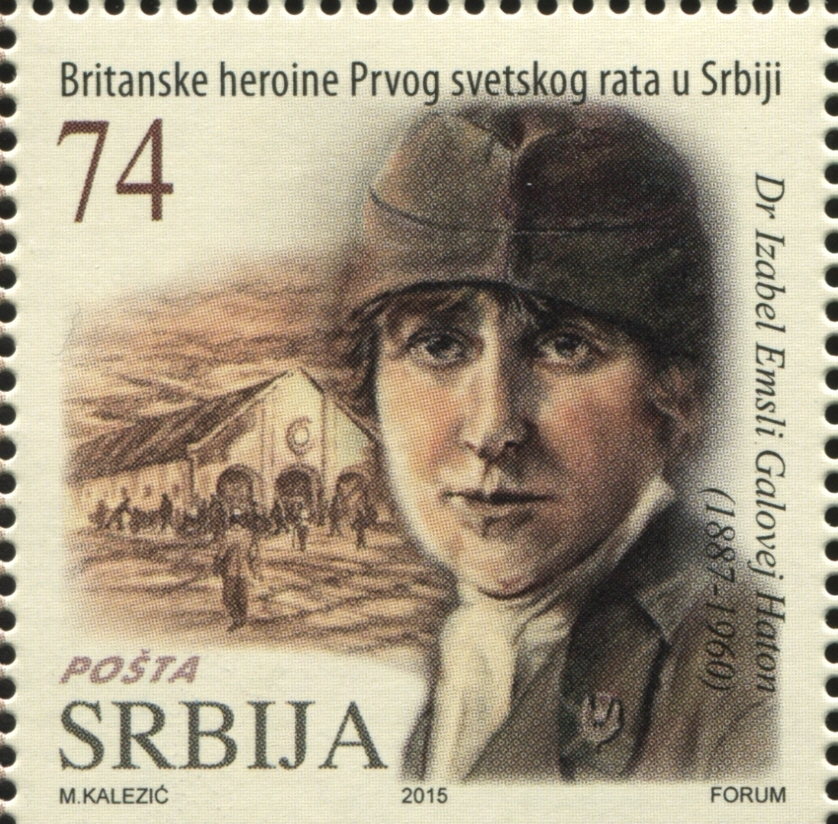
Isabel Emslie Hutton su un francobollo: Serie Eroine Britanniche della Prima Guerra Mondiale in Serbia

## Opere
- Con un'unità femminile in Serbia, Salonicco e Sebastopoli, 1928
- Disturbi mentali nella vita moderna, 1940
- Autobiografia, Memorie di un dottore in guerra e pace, 1960.[18]

## Premi e onorificenze
- Nel 2015 è stato pubblicato un francobollo serbo per onorare il suo lavoro durante la guerra.[19]
- Ordini serbi dell'Aquila Bianca e di San Sava
- Francese Croix de Guerre
- Ordine di Sant'Anna della Russia
- 1948, CBE
- Nella città di Vranje, Serbia[20] la struttura Medicine High School porta il suo nome in suo onore.